# Пал Василь Людвикович
Васи́ль Лю́двикович Па́л — старший сержант Збройних сил України, учасник російсько-української війни.
Випускник Закарпатського обласного ліцею-інтернату з ПВФП.

## Нагороди
За особисту мужність і героїзм, виявлені у захисті державного суверенітету та територіальної цілісності України, вірність військовій присязі, відзначений — нагороджений
- 27 червня 2015 року — орденом «За мужність» III ступеня.